# Boulder (Colorado)
Boulder è una città degli Stati Uniti d'America, situata nello stato del Colorado, capoluogo della contea omonima.
Secondo il censimento del 2018 aveva una popolazione di 107 353 abitanti. Vi si trova la University of Colorado at Boulder, la più grande università dello Stato. La sua altitudine è di 1 655 metri sul livello del mare ed è l'ottava città del Colorado per popolazione, oltre ad essere capoluogo della contea di Boulder.

## Geografia fisica

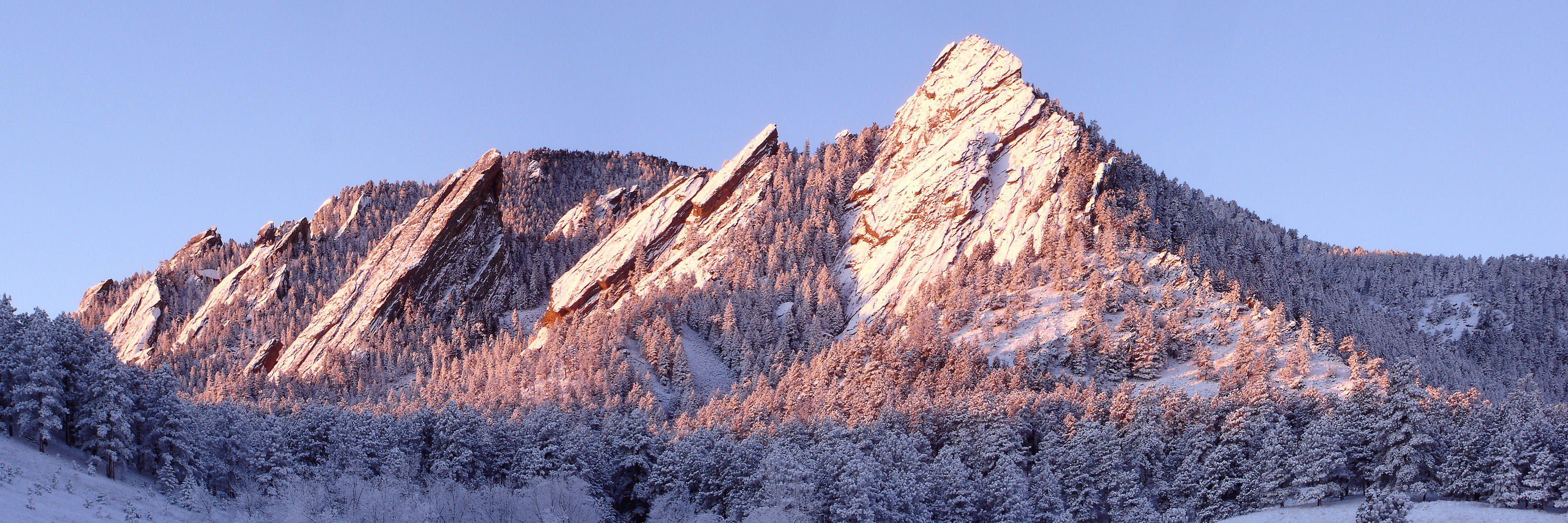
La formazione rocciosa dei Flatirons, simbolo iconografico di Boulder

Boulder si estende nella Boulder Valley dove le Montagne Rocciose si intersecano con le Grandi Pianure. Poco lontano dalla città, verso ovest, si trova una imponente formazione di roccia sedimentaria nota come i Flatirons ("Ferri da stiro") che sono universalmente riconosciuti come il simbolo stesso della città.

## Storia
Prima della metà dell'800, il popolo dei nativi americani delle tribù nomadi Arapaho usava questa regione come luogo per svernare durante la stagione fredda, proprio ai piedi della formazione dei Flatirons. Altre tribù nomadi annoveravano gli Cheyenne, i Comanche e i Sioux. Il primo insediamento europeo nell'area fu quello dei cercatori d'oro durante la corsa all'oro di Pike's Peak, che giunsero intorno al 1858, quando Boulder era ancora parte del territorio del Nebraska. Il territorio dello Stato del Colorado venne infatti creato solo nel 1861.

## Luoghi d'interesse e cultura

### Istituzioni scientifiche
Boulder è sede di importanti istituzioni scientifiche, oltre che formative. Vi si trova l'Università del Colorado a Boulder, fondata nel 1876. Dal 1968 ospita la Geological Society of America, l'organizzazione no-profit  per il progresso delle scienze geologiche fondata a New York nel 1888. Vi ha sede il laboratorio del National Institute of Standards and Technology ove si trova il NIST-F1, uno dei quattro orologi atomici a fontana di cesio più precisi del mondo (con un'accuratezza di un secondo ogni 20 milioni di anni). Gli altri tre si trovano rispettivamente nell'Osservatorio di Parigi, nel National Physical Laboratory di Teddington e nel Physikalisch-Technische Bundesanshalt di Braunschweig. Boulder inoltre ospita il Centro nazionale per gli studi atmosferici degli Stati Uniti d'America (NCAR). 

## Boulder nella cultura di massa
- Nella città di Boulder è ambientata la serie televisiva Mork & Mindy di Garry Marshall (1978-1982).
- Nella città di Boulder è ambientata parte del romanzo L'ombra dello Scorpione di Stephen King (1978).
- Nella città di Boulder abitava la famiglia Torrance, all'inizio del romanzo Shining di Stephen King, prima di partire per l'Overlook Hotel. Danny Torrance, fa poi ritorno a Boulder per una sosta, nel romanzo Doctor Sleep.
- Il protagonista del videogioco Firewatch (2016) è originario di Boulder.
- Nella città di Boulder è cresciuto lo scrittore John Fante